# Tarnazsadány
Tarnazsadány es un pueblo en el distrito de Heves del  condado de Heves, Hungría.

## Historia
La primera mención documentada del pueblo fue con el nombre de Sodan en el año 1301. Era propiedad del clan Aba, pero debido a que se pusieron del lado de Máté Csák contra Carlos I, perdieron su propiedad después de la batalla de Rozgony y fueron entregados a la familia Kompolti.
En 1546, perteneció a István Losonczy. En 1619, fue propiedad de Gergely Bessenyey y Dávid Kecskeméti. En 1687, fue destruido durante las batallas por la reconquista de Eger. En 1698, Zsigmond Bessenyey vendió los brezales deshabitados de Zsadány y Cselőháza a János Almásy y a su cuñado. Desde 1702, la familia Almásy fue propietaria del pueblo. Su ornamentado castillo fue demolido entre 1940 y 1941.